# Хемікомпактний простір
У математиці топологічний простір {\displaystyle X} називається хемікомпактним якщо у ньому є зліченна послідовність компактних підмножин {\displaystyle K_{n}} і для довільної компактної підмножини {\displaystyle K\subset X} також {\displaystyle K\subset K_{n}} для деякого n. Оскільки кожна одноточкова множина є компактною, то об'єднання елементів {\displaystyle K_{n}} є рівним усьому простору {\displaystyle X} .

## Приклади
- Будь-який компактний простір є хемікомпактним.
- Дійсні числа із стандартною топологією утворюють хемікомпактний простір.
- Будь-який локально компактний простір Ліндельофа є хемікомпактним.

## Властивості
- Кожний хемікомпактний простір є σ-компактним. Якщо для нього також виконується перша аксіома зліченності то він є локально компактним.
- Для локально компактних просторів такі умови є еквівалентними:

1. {\displaystyle X} є хемікомпактним простором
2. {\displaystyle X} є простором Ліндельофа,
3. {\displaystyle X} є σ-компактним простором,
4. для {\displaystyle X} існує зліченне покриття компактними множинами {\displaystyle K_{i},} що  {\displaystyle K_{i}\subseteq {\mbox{Int}}\,K_{i+1}} для всіх {\displaystyle i}
5. {\displaystyle X} є компактним простором або точка {\displaystyle \infty } у його одноточковій компактифікації має зліченну базу околів.

- Якщо {\displaystyle X} є хемікомпактним простором, то множина {\displaystyle C(X,M)} усіх відображень {\displaystyle f:X\to M} у метричний простір {\displaystyle (M,\delta )} із компактно-відкритою топологією є метризовним.[2] Нехай {\displaystyle K_{1},K_{2},\dots } є послідовністю компактних підмножин {\displaystyle X} із означення хемікомпактності. На просторі {\displaystyle X} можна задати псевдометрики:

{\displaystyle d_{n}(f,g)=\sup _{x\in K_{n}}\left|f(x)-g(x)\right|,\quad f,g\in C(X,M),n\in \mathbb {N} .}
Тоді
{\displaystyle d(f,g)=\sum _{n=1}^{\infty }{\frac {1}{2^{n}}}\cdot {\frac {d_{n}(f,g)}{1+d_{n}(f,g)}}}
є метрикою на {\displaystyle C(X,M),} яка породжує компактно-відкриту топологію.